# Rudolf Glötzner
Rudolf Glötzner (* 1. Februar 1917; † 25. Februar 2010) war ein deutscher Zehnkämpfer und Stabhochspringer.

## Leben und Wirken
1938 wurde er bei den Leichtathletik-Europameisterschaften in Paris Fünfter im Zehnkampf, und 1939 siegte er bei den Studenten-Weltspielen im Stabhochsprung.
Viermal wurde er Deutscher Meister im Stabhochsprung (1940, 1941, 1942, 1948) und je einmal im Zehnkampf (1940) und im Fünfkampf (1940).
Rudolf Glötzner startete für den Turnerbund Weiden. Bis 1954 war er Oberarzt am damals städtischen Krankenhaus Weiden, danach praktizierte er in freier Praxis als Frauenarzt.

## Persönliche Bestleistungen
- Stabhochsprung: 4,16 m, 2. August 1942, Berlin
- Zehnkampf: 7073 Punkte, 12. August 1938, Berlin